# فیلم گمشده

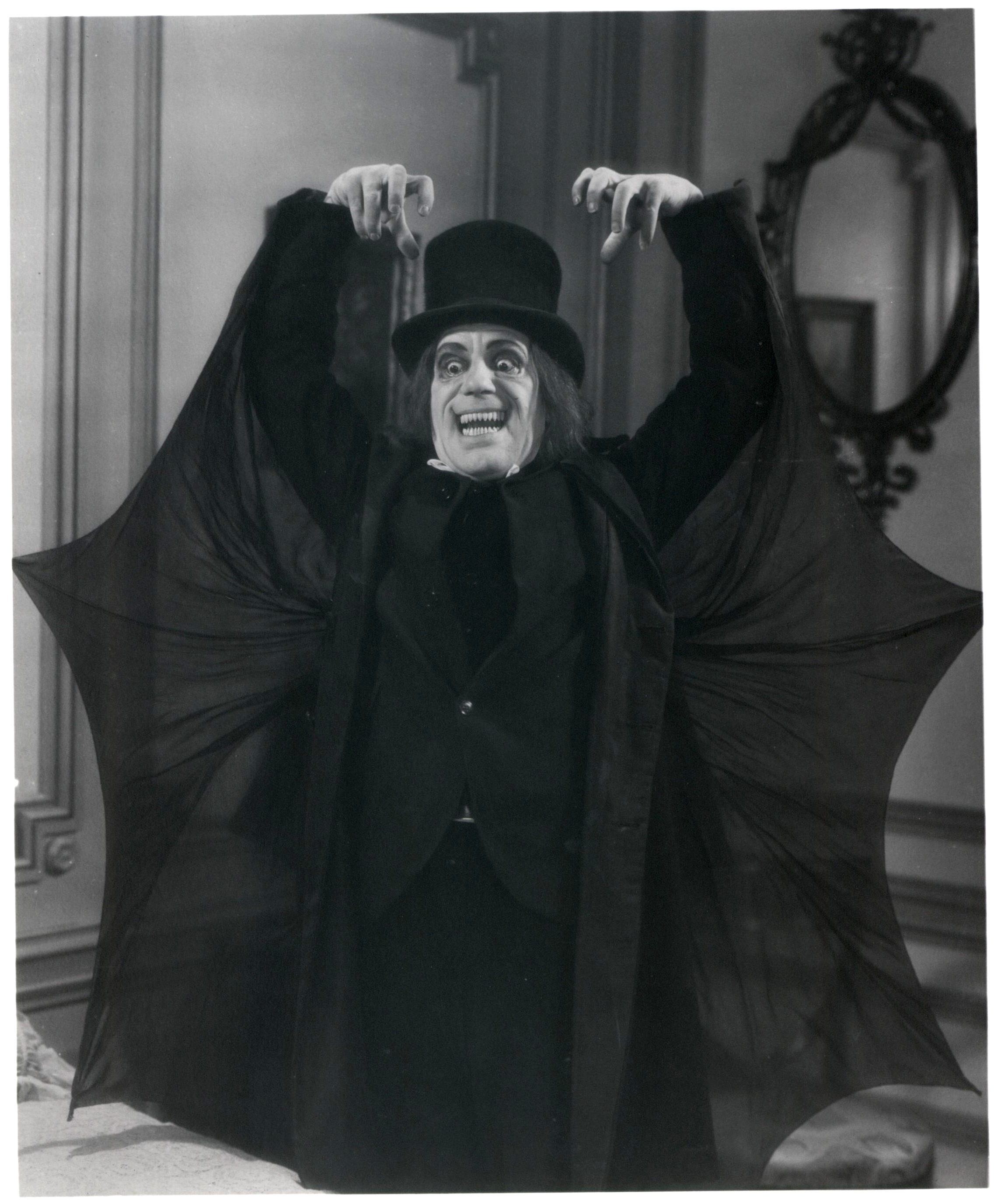
لان چینی در لندن پس از نیمه‌شب (۱۹۲۷)، یکی از پرفروش‌ترین فیلم‌های گمشده.

فیلم گمشده (انگلیسی: Lost film) فیلم بلند یا کوتاهی است که هیچ نسخه‌ای از آن در مجموعه هیچ استودیو و مجموعه‌های خصوصی یا عمومی مانند کتابخانه کنگره وجود نداشته باشد.
بنیاد فیلم مارتین اسکورسیزی، تخمین می‌زند ۹۰ درصد فیلم‌های پیش از ۱۹۲۹، گم‌شده به حساب می‌آیند و در گزارش کتابخانه کنگره، این رقم، برابر با ۷۵ درصد کل فیلم‌های ساخته شده در این دوره زمانی است.
یکی از دلایل از بین رفتن این فیلم‌ها، احتراق خودبخود این فیلم‌هاست. نگاتیو این فیلم‌ها، ترکیباتی از نیتروسلولز دارد که می‌تواند خود به خود، مشتعل شود.
از فیلم‌های گمشده می‌توان به آلومای دریاهای جنوب اشاره کرد.